# Zhijin
Zhijin (en chino, 织金; pinyin, Zhījīn, léase Zhi-Chin) es un condado  bajo la administración directa de la Prefectura Bijie en la Provincia de Guizhou, República Popular China.  Su área es de 2865 km² y su población total para 2010 superó los 780 mil habitantes.

## Administración
Desde julio de 2020, el  Condado Zhijin se divide en 32 pueblos que se administran en 6 subdistritos,  16 poblados, 3 villas y 7 villas étnicas. 